# 沃农
沃农（法語：Venon，法語發音：[vənɔ̃] ⓘ）是法国伊泽尔省的一个市镇，位于该省中部，属于格勒诺布尔区。

## 地理
沃农（45°10'19"N, 5°48'16"E）面积4.34 平方千米，位于法国奥弗涅-罗讷-阿尔卑斯大区伊泽尔省，该省份为法国东南部内陆省份，北起顺时针与安省、萨瓦省、上阿尔卑斯省、德龙省、阿尔代什省、卢瓦尔省和罗讷省。
与沃农接壤的市镇（或旧市镇、城区）包括：日耶尔、米里亚内特、圣马丹迪里亚日。

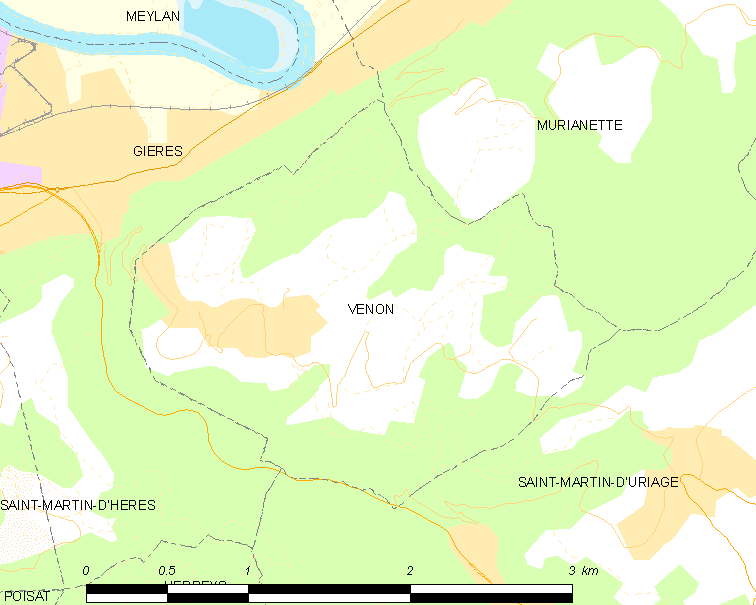
沃农的OSM定位图

沃农的时区为UTC+01:00、UTC+02:00（夏令时）。

## 行政
沃农的邮政编码为38610，INSEE市镇编码为38533。

## 政治
沃农所属的省级选区为圣马丹代尔县。

## 人口

1962-2008年间沃农人口变化图示

沃农于2022年1月1日时的人口数量为836人。